# Festuca vihorlatica
Festuca vihorlatica là một loài thực vật có hoa trong họ Hòa thảo. Loài này được Májovský mô tả khoa học đầu tiên năm 1963.